# Sagadat Nurmagambetov
Sagadat Kozhakhmetovich Nurmagambetov (en kazajo: Сағадат Қожахметұлы Нұрмағамбетов, Sağadat Qojahmetūly Nūrmağambetov, ساعادات قوجاحمەتۇلى نۇرماعامبەتوۆ; en ruso: Сагадат Кожахметович Нурмагамбе́тов, Sagadat Kozhakhmetovich Nurmagambetov; 25 de mayo de 1924 - 24 de septiembre de 2013) fue un general soviético y kazajo que se desempeñó como Presidente del Comité de Defensa del Estado de Kazajistán en 1991-1992 y el primer ministro de Defensa de Kazajistán tras la disolución de la Unión Soviética en 1991, ocupando el cargo de ministro de Defensa desde mayo de 1992 hasta noviembre de 1995. Fue asesor de Nursultán Nazarbáyev entre 1995 y 1996. 
Nurmagambetov comenzó su carrera militar como comandante de pelotón de ametralladoras en el Ejército Rojo durante la Segunda Guerra Mundial. Fue ascendido a comandante de la compañía de ametralladoras y del batallón de infantería, y obtuvo el título honorífico de Héroe de la Unión Soviética en febrero de 1945. Su batallón asaltó la Cancillería del Reich en la Batalla de Berlín en abril de 1945. Después de la guerra se graduó en la Academia Militar de las Fuerzas Armadas Frunze y fue ascendiendo hasta convertirse en uno de los oficiales kazajos de más alto rango en el ejército soviético en tiempos de paz, alcanzando el rango de coronel general. Se retiró del ejército de Kazajistán con el rango de general del ejército en 1995. Nurmagambetov fue nombrado Héroe de Kazajistán en 1994, convirtiéndose en el primer kazajo en recibir este alto honor. 

## Biografía

### Infancia y juventud
Nurmagambetov nació el 25 de mayo de 1924 en el asentamiento de Kosym en la RSSA de Kazajistán de la RSFS de Rusia (más tarde República Socialista Soviética de Kazajistán), actualmente en la región de Aqmola en Kazajistán. Se unió al Ejército Rojo en 1942. Recibió entrenamiento de oficial de ametralladoras aceleradas en la 1.ª Escuela de Ametralladoras de Turkestán en Kushva, en la RSS de Turkmenistán (ahora Serhetabat en Turkmenistán) y fue enviado al  Frente Oriental de la Segunda Guerra Mundial en abril de 1943. Dirigió un pelotón de ametralladoras, una compañía de ametralladoras y un batallón de infantería y recibió la Estrella de Oro (n.° 5214) de Héroe de la Unión Soviética y la Orden de Lenin por el Presídium del Sóviet Supremo de la URSS el 27 de febrero de 1945. Luchó en la batalla de Berlín y dirigió las tropas de su batallón en el asalto a la Cancillería del Reich de Berlín en abril de 1945.

### Posguerra
Nurmagambetov asistió a la Academia Militar Frunze desde junio de 1946 hasta su graduación de la Academia en noviembre de 1949, continuando su carrera militar como oficial superior de la sección de operaciones para el personal del Distrito Militar de Turkestán, oficial al mando de una división de rifles motorizados y jefe del Estado Mayor de las Fuerzas de Defensa Civil del jefe de Estado Mayor de la RSS de Kazajistán, oficial al mando adjunto del Distrito Militar de Asia Central y primer comandante adjunto del Grupo de Fuerzas del Sur de la Unión Soviética en Hungría.
Fue elegido para servir como diputado del Sóviet Supremo de la RSS de Kazajistán desde 1971 hasta 1994, y elegido para dirigir su comité sobre asuntos de discapacitados y veteranos militares en 1989.

### Carrera posterior a la independencia
En octubre de 1991, el primer presidente de Kazajistán, Nursultán Nazarbáyev, lo nombró para encabezar el recién creado Comité de Defensa del Estado de Kazajistán. Fue nombrado primer ministro de Defensa de Kazajiistán luego de la reorganización del Comité de Defensa del Estado como Ministerio de Defensa de la República de Kazajistán en mayo de 1992 y permaneció en este puesto en el gabinete de Nazarbáyev hasta que se retiró de las fuerzas armadas como general del ejército en noviembre de 1995. Nazarbáyev recordó más tarde que «después de obtener la independencia, estaba buscando un general para dirigir las tropas y encontré uno: Nurmagambetov».
En 1994, recibió la más alta condecoración de Kazajistán, el título honorífico, recientemente establecido, de Héroe de Kazajistán, el primer kazajo en obtener tan alto honor. después de su jubilación del ejército permaneció como asesor del presidente Nazarbáyev de 1995 a 1996. Murió el 24 de septiembre de 2013.

## Familia
Tenía dos hijos. Su hijo Talgat (1952-2020) fue mayor general en la reserva. Nació en Taskent mientras su padre se desempeñaba como oficial del Distrito Militar de Turkestán. Su carrera militar lo vio participar en los esfuerzos de recuperación después del desastre de Chernóbil y el terremoto de Spitak, y de 2000 a 2001, se desempeñó como inspector general del Ministerio de Defensa.

## Legado
- La Escuela Republicana «Astana Zhas Ulan» lleva el nombre de Nurmagambetov.
- Cada año, el 25 de mayo (su cumpleaños), se depositan flores en la placa de su casa en Tulebaev-Dzhambul.[5][6]
- El 19 de julio de 2007 se inauguró un museo en su honor en la ciudad de Akkol.[7]

## Condecoraciones
A lo largo de su extensa carrera militar Talgat Bigeldinov recibió las siguientes condecoracionesː
Unión Soviética
- Héroe de la Unión Soviética, (N.º 5214; 27 de febrero de 1945)
- Orden de Lenin (1945)
- Orden de la Revolución de Octubre
- Orden de la Bandera Roja
- Orden de la Guerra Patria de 1.er y de 2.do grado
- Orden de la Estrella Roja, dos veces
- Orden del Servicio a la Patria en las Fuerzas Armadas de la URSS de 3.er grado
- Orden de la Bandera Roja del Trabajo
- Orden de la Insignia de Honor
- Medalla por el Servicio de Combate
- Medalla Conmemorativa por el Centenario del Natalicio de Lenin
- Medalla al Servicio Distinguido en la Protección de las Fronteras del Estado
- Medalla por la Victoria sobre Alemania en la Gran Guerra Patria 1941-1945
- Medalla Conmemorativa del 20.º Aniversario de la Victoria en la Gran Guerra Patria de 1941-1945
- Medalla Conmemorativa del 30.º Aniversario de la Victoria en la Gran Guerra Patria de 1941-1945
- Medalla Conmemorativa del 40.º Aniversario de la Victoria en la Gran Guerra Patria de 1941-1945
- Medalla por la Conquista de Berlín
- Medalla por la Liberación de Varsovia
- Medalla de Veterano de las Fuerzas Armadas de la URSS
- Medalla por el Fortalecimiento de la Cooperación Militar
- Medalla del 40.º Aniversario de las Fuerzas Armadas de la URSS
- Medalla del 50.º Aniversario de las Fuerzas Armadas de la URSS
- Medalla del 60.º Aniversario de las Fuerzas Armadas de la URSS
- Medalla por Servicio Impecable de 1.er,  2.do y 3.er grado

Kazajistán
- Héroe de Kazajistán
- Orden de Otan
- Medalla del 10.º Aniversario de Astaná
- Medalla Conmemorativa del 10.º Aniversario de las Fuerzas Armadas de la República de Kazajistán
- Medalla Conmemorativa del 10.º Aniversario de la Independencia de la República de Kazajistán
- Medalla Conmemorativa del 50.º Aniversario de la Victoria en la Gran Guerra Patria de 1941-1945
- Medalla Conmemorativa del 60.º Aniversario de la Victoria en la Gran Guerra Patria de 1941-1945

Rusia
- Orden de la Amistad, dos veces
- Medalla de Zhúkov